# Podobno
Podobno – trzeci singel grupy Hey z albumu Do rycerzy, do szlachty, doo mieszczan. Był nagrywany w 2012 roku, a wydany - pod koniec września 2013 roku. Został wydany 5 miesięcy po wydaniu singla "Co tam?". Utrzymany jest w tej samej stylistyce, co utwór "Co tam?" - rockowej, chociaż trwa trochę dłużej. Zawiera także elementy elektroniki. Teledysk do utworu został zrealizowany w Wietnamie.